# Sinopsephenoides malickyi
Sinopsephenoides malickyi is een keversoort uit de familie keikevers (Psephenidae). De wetenschappelijke naam van de soort werd in 1995 gepubliceerd door Jäch & Jeng.